# Coppa dell'Imperatore 2009 (pallavolo)
La Coppa dell'Imperatore di pallavolo maschile 2009 è stata la 3ª edizione della coppa nazionale giapponese. Si è svolta dal 14 novembre al 20 dicembre 2009. La vittoria finale è andata per la prima volta ai Panasonic Panthers.

## Regolamento
La competizione prevede che vi prendano parte 24 squadre. Sono previsti due fasi: nella prima si svolgono i primi due turni preliminari ed i quarti di finale, nella seconda si svolge la final 4. I club provenienti dalla V.Premier League scendono in campo solo da secondo turno.

## Partecipanti
| - Club Hokkaido - Daido Steel Red Star - Ehime University - Faculty Club Niigata - Fujitsu - International Budo University - Iwasaki BlueWave - JTEKT Stings | - JT Thunders - Juntendo University - Kinden TrinityBlitzs - Kinki Daigaku - Nishinippon Institute of Technology - Oita Weisse Adler - Osaka University of Commerce - Panasonic Panthers | - Sakai Blazers - Suntory Sunbirds - Sendai University - Tōkai Daigaku - FC Tokyo - Toray Arrows - Toyoda Trefuerza - Tōa Daigaku |

## Competizione

### Prima fase

#### 1º turno
| 14 novembre 2009 -, - | Sendai University            | 1 - 3 | Tōkai Daigaku                       | 20-25, 27-29, 25-17, 18-25        |
| 15 novembre 2009 -, - | Daido Steel Red Star         | 2 - 3 | International Budo University       | 17-25, 15-25, 25-23, 25-21, 10-15 |
| 21 novembre 2009 -, - | Faculty Club Niigata         | 0 - 3 | Juntendo University                 | 16-25, 23-25, 17-25               |
| 21 novembre 2009 -, - | JTEKT Stings                 | 3 - 1 | Kinki Daigaku                       | 22-25, 25-18, 25-23, 30-28        |
| 22 novembre 2009 -, - | Kinden TrinityBlitzs         | 3 - 0 | Nishinippon Institute of Technology | 25-21, 25-20, 22-25, 25-21        |
| 22 novembre 2009 -, - | Club Hokkaido                | 0 - 3 | Fujitsu                             | 21-25, 16-25, 15-25               |
| 23 novembre 2009 -, - | Osaka University of Commerce | 3 - 2 | Iwasaki BlueWave                    | 15-25, 25-12, 20-25, 25-19, 15-12 |
| 23 novembre 2009 -, - | Tōa Daigaku                  | 3 - 0 | Ehime University                    | 26-24, 25-18, 25-13               |

#### 2º turno
| 17 dicembre 2009 Tokyo Metropolitan Gymnasium, Tokyo | Osaka University of Commerce  | 0 - 3 | Toray Arrows       | 10-25, 21-25, 22-25               |
| 17 dicembre 2009 Tokyo Metropolitan Gymnasium, Tokyo | International Budo University | 1- 3  | Suntory Sunbirds   | 22-25, 19-25, 30-28, 22-25        |
| 17 dicembre 2009 Tokyo Metropolitan Gymnasium, Tokyo | Juntendo University           | 2 - 3 | Oita Weisse Adler  | 25-22, 18-25, 25-18, 20-25, 10-15 |
| 17 dicembre 2009 Tokyo Metropolitan Gymnasium, Tokyo | Kinden TrinityBlitzs          | 0 - 3 | JT Thunders        | 16-25, 13-25, 16-25               |
| 17 dicembre 2009 Tokyo Metropolitan Gymnasium, Tokyo | Fujitsu                       | 0 - 3 | Sakai Blazers      | 20-25, 21-25, 22-25               |
| 17 dicembre 2009 Tokyo Metropolitan Gymnasium, Tokyo | Tōa Daigaku                   | 0 - 3 | Panasonic Panthers | 17-25, 23-25, 19-25               |
| 17 dicembre 2009 Tokyo Metropolitan Gymnasium, Tokyo | JTEKT Stings                  | 2 - 3 | FC Tokyo           | 20-25, 25-20, 23-25, 29-27, 11-15 |
| 17 dicembre 2009 Tokyo Metropolitan Gymnasium, Tokyo | Tōkai Daigaku                 | 3 - 1 | Toyoda Trefuerza   | 23-25, 25-23, 25-22, 26-24        |

#### Quarti di finale
| 18 dicembre 2009 Tokyo Metropolitan Gymnasium, Tokyo | Toray Arrows       | 3 - 1 | Oita Weisse Adler | 25-22, 25-23, 20-25, 25-17 |
| 18 dicembre 2009 Tokyo Metropolitan Gymnasium, Tokyo | JT Thunders        | 3 - 1 | Suntory Sunbirds  | 25-22, 20-25, 25-17, 26-24 |
| 18 dicembre 2009 Tokyo Metropolitan Gymnasium, Tokyo | FC Tokyo           | 0 - 3 | Sakai Blazers     | 21-25, 21-25, 19-25        |
| 18 dicembre 2009 Tokyo Metropolitan Gymnasium, Tokyo | Panasonic Panthers | 3 - 0 | Tōkai Daigaku     | 25-17, 25-19, 25-21        |

### Final 4

#### Tabellone
|  | Semifinali         | Semifinali         | Semifinali         |                    |             | Finale      | Finale | Finale |  |
|  |                    |                    |                    |                    |             |             |        |        |  |
|  | Toray Arrows       | Toray Arrows       | 2                  |                    |             |             |        |        |  |
|  | Toray Arrows       | Toray Arrows       | 2                  |                    |             |             |        |        |  |
|  | JT Thunders        | JT Thunders        | 3                  |                    |             |             |        |        |  |
|  | JT Thunders        | JT Thunders        | 3                  |                    | JT Thunders | JT Thunders | 2      |        |  |
|  |                    |                    |                    |                    | JT Thunders | JT Thunders | 2      |        |  |
|  |                    |                    | Panasonic Panthers | Panasonic Panthers | 3           |             |        |        |  |
|  | Panasonic Panthers | Panasonic Panthers | Panasonic Panthers | Panasonic Panthers | 3           | 3           |        |        |  |
|  | Panasonic Panthers | Panasonic Panthers |                    |                    |             |             |        |        |  |
|  | Sakai Blazers      | Sakai Blazers      | 0                  |                    |             |             |        |        |  |

##### Semifinali
| 19 dicembre 2009 - ore 17:00 Tokyo Metropolitan Gymnasium, Tokyo | Toray Arrows       | 2 - 3 | JT Thunders   | 25-19, 22-25, 24-26, 25-19, 12-15 |
| 19 dicembre 2009 - ore 19:35 Tokyo Metropolitan Gymnasium, Tokyo | Panasonic Panthers | 3 - 0 | Sakai Blazers | 26-24, 25-21, 25-22               |

##### Finale
| 20 dicembre 2009 - ore 15:10 Tokyo Metropolitan Gymnasium, Tokyo | JT Thunders | 2 - 3 | Panasonic Panthers | 25-17, 25-23, 25-23 |